# Lonicera ovata
Lonicera ovata är en kaprifolväxtart som beskrevs av Buch.-ham. Lonicera ovata ingår i släktet tryar, och familjen kaprifolväxter. Inga underarter finns listade i Catalogue of Life.